# El-Banate Dol
Pour plus de détails, voir Fiche technique et Distribution.
El-Banate Dol est un film documentaire égyptien réalisé par Tahani Rached, sorti en 2006.

## Synopsis
Ce documentaire suit des adolescentes qui vivent dans les rues du Caire, un univers de violence mais aussi de liberté. Ces filles dégagent une force étonnante, mêlant le rire, indispensable, et la dureté dont elles doivent se parer pour faire face à leur quotidien. Leur existence, leur vie et les codes qu'elles adoptent défient le modèle social. Leur journée est semée de menaces, que ce soit les rafles de la police ou encore les rapts par leurs compagnons de rue. Femmes-enfants, filles-mères, danses, rires et acrobaties laissent entrevoir l'enfance tout comme les disputes qui dégénèrent parfois.

## Fiche technique
- Réalisation : Tahani Rached
- Production : Studio Masr
- Scénario : Tahani Rached
- Image : Nancy Abdel-Fattah
- Son : Sameh Gamal
- Musique : Tamer Karawan
- Montage : Mona Rabie
- Durée : 68 minutes
- Date de sortie : 2006

## Récompenses
- Festival Cinéma Montpellier, 2006
- Journées Cinématrographiques de Carthage, 2006
- Ismailia International Film For Documentary & Short Films, 2007